# Система за оценка на филмите на Motion Picture Association
Системата за рейтинг на филмите на „Motion Picture Association“ се използва в Съединените щати и техните територии, за да се оцени пригодността на филм за конкретна аудитория въз основа на съдържанието му.
Системата и рейтингите, прилагани към отделните филми, се администрират от „Motion Picture Association“ (MPA), известна преди като „Американска асоциация за кино“ (MPAA) от 1945 до 2019 г. Рейтинговата система на MPA е доброволна и не се прилага от закона; филмите могат да се показват без рейтинг. MPA рейтинговата система е една от различните системи за рейтинг на филми, които се използват, за да помогнат на родителите да решат кои филми са подходящи за техните деца. Администрира се от Администрацията за класификация и рейтинги (CARA), независимо звено на MPA. Системата е пусната в експлоатация на 1 ноември 1968 г., все още се използва с някои малки промени и играе важна роля в разпространението на филми. MPA също така оценява трейлъри на филми, печатни реклами, плакати и други медии, използвани за популяризиране на филми.

## Рейтинги на „Американска асоциация за кино“
Филм, който в момента се излъчва в САЩ, може да получи една от пет оценки. Освен това рейтингите на филма често са придружени от кратки описания на характеристиките на съдържанието на филма и причините, поради които той е получил тази конкретна оценка. Те се появяват в трейлъри, плакати и на гърба на издания за домашно видео. Такива описания се използват изключително за филми с рейтинг от PG до NC-17 и не се използват за филми с рейтинг G, тъй като съдържанието им е подходящо за всички зрители, дори ако съдържат умерено нежелателно съдържание.

### Рейтинг G
„Филмът се показва без ограничения.“ Тази оценка показва, че оцененият филм не съдържа нищо, което повечето родители биха сметнали за неприемливо дори за най-малките деца да гледат или слушат. Голота, секс сцени и сцени на употреба на наркотици липсват; насилието е минимално; Могат да се използват думи и изрази, които надхвърлят учтивия разговор, но само такива, които постоянно се срещат в ежедневната реч. По-груб език не може да се използва във филми с рейтинг G.

### Рейтинг PG
„Децата се насърчават да гледат филма с родителите си“. Някои материали може да не са подходящи за деца. Тази оценка показва, че родителите може да намерят някои от сцените във филма за неподходящи за деца и че родителите се насърчават да гледат филма, преди да го покажат на деца. Няма изрични сексуални сцени или сцени на употреба на наркотици; голотата, ако е налице, е само в много ограничена степен, могат да се използват леки псувни и сцени на насилие могат да се представят, но само в много умерени количества.

### Рейтинг PG-13
Не се препоръчва гледането от деца под 13 години. Тази оценка показва, че филмът може да не е подходящ за деца. Родителите трябва да бъдат особено внимателни, когато позволяват на малките си деца да ги гледат. Може да има умерено или тежко насилие; може да присъстват сцени на голота; възможни са ситуации със сексуален контекст; може да има някои сцени на употреба на наркотици; можете да чуете еднократна употреба на груби ругатни.

### Рейтинг R
„Лицата под 17-годишна възраст имат право да гледат филма, само ако са придружени от родител или законен настойник.“ Тази оценка показва, че част от материала в този филм е предназначен само за възрастни. Родителите трябва да научат повече за филма, преди да вземат тийнейджъри да го видят. Оценка R може да бъде присвоена поради честата употреба на нецензурни изрази, продължителни сцени на насилие, сцени на голота или сексуален контакт и сцени на употреба на наркотици.

### Рейтинг NC-17
„Лицата под 17 години нямат право да гледат филма.“ Тази оценка показва, че мнозинството родители вярват, че филмът е явно за възрастни и деца под 17 години не трябва да имат право да го гледат. Филмът може да съдържа явни сексуални сцени, голямо количество нецензурни и сексуални изрази или сцени на прекомерно насилие. Рейтинг NC-17 обаче не означава, че даден филм е неприличен или порнографски, нито в ежедневния, нито в правния смисъл на тези думи.
За филми, които не са получили рейтинг на Американската асоциация, обикновено се използва обозначението „NR“ (Not Rated – „Неоценен“), а за филми, пуснати преди въвеждането на рейтинговата система, тоест преди 1 ноември 1968 г. – обозначение „UR“ (Unrated – „Без рейтинг“). Тези обозначения обаче не са официално приети от Американската асоциация. Ако филмът все още не е получил окончателна оценка, трейлъри и телевизионни реклами използват етикета „Този филм все още не е оценен“.

## Историческа информация
Джак Валенти, който става президент на Американската асоциация за кино през май 1966 г., счита Кодекса за производство на филми (т.нар. „Кодекс на Хейс“), в сила от 1930 г. и прилаган от 1 юли 1934 г., за остарял и да има „отвратителна миризма на цензура“. Създателите на филми постоянно търсят вратички, за да заобиколят този кодекс, а някои дори завеждат дела, позовавайки се на Първата поправка към Конституцията на САЩ.
На 1 ноември 1968 г. влиза в сила доброволната система за рейтинг на филми на MPAA. Системата е основана от три организации: MPAA, „Националната асоциация на собствениците на театри“ (National Association of Theatre Owners) и „Международните филмови вносители и разпространители на Америка“ (International Film Importers & Distributors of America). Тази промяна се отразява само на филми, излъчени в Съединените щати след тази дата.
Използваните рейтинги от 1968 до 1970 г. са, както следва:
- Рейтинг G: препоръчва се за широка публика.
- Рейтинг M: препоръчва се за възрастна аудитория – препоръчва се по преценка на родителите.
- Рейтинг R: ограничено – под 16 години не се допускат, освен ако не са придружени от родител или възрастен настойник.
- Рейтинг X: забранено за лица под 16 години.

Първоначално тази система за класификация на съдържанието трябва да има три оценки, така че родителите да могат да заведат децата си на всеки филм по свой избор. Въпреки това „Националната асоциация на собствениците на театри“ призовава за категория само за възрастни, опасявайки се от потенциални правни проблеми в местните юрисдикции. Оценката „X“ не е запазена марка на MPAA, така че всеки продуцент, който не е представил филм на MPAA, може самостоятелно да приложи оценка „X“. През 1970 г. възрастта за буквите „R“ и „X“ е повишена от 16 на 17 години. Освен това, поради объркване дали филмите с рейтинг „M“ са подходящи за деца, „M“ е преименуван на „GP“ и през 1971 г. MPAA добавя препоръка за съдържание „Някои материали не са подходящи за тийнейджъри“. На 11 февруари 1972 г. „GP“ е променено на „PG“.
Рейтинги, използвани от 1970 до 1972 г., са както следва:
- Рейтинг G: разрешени са всички възрасти – широка публика.
- Рейтинг GP: разрешени са всички възрасти – препоръчва се родителско ръководство. Понякога в отказа от отговорност се посочва: „Този филм съдържа материал, който може да не е подходящ за тийнейджъри“.
- Рейтинг R: не е позволено – под 17 години се изисква придружител или възрастен настойник.
- Рейтинг X: под 17 години не се допуска.

Рейтинги, използвани от 1972 до 1984 г., са както следва:
- Рейтинг G: обща аудитория – Всички възрасти са допустими.
- Рейтинг PG: препоръчва се родителско ръководство – част от съдържанието може да не е подходящо за тийнейджъри.
- Рейтинг R: не е позволено – под 17 години се изисква придружител или възрастен настойник.
- Рейтинг X: под 17 години не се допуска.

През 80-те години на 20. век оплакванията за насилие и кръв във филми като „Индиана Джоунс и похитителите на изчезналия кивот“ и „Гремлини“, и двата от които са получили PG оценки, принуждават MPAA да преосмисли критериите за оценка, използвани в този рейтинг. На 1 юли 1984 г. е въведен рейтинг „PG-13“ – „Родителите се призовават да дават специални насоки относно посещаемостта на деца под 13 години – някои материали може да не са подходящи за по-малки деца“. Първият филм, пуснат с този рейтинг, е военният филм на Джон Милиус „Червена зора“. През 1985 г. формулировката е опростена – „родителите са силно предупредени – някои материали може да не са подходящи за деца под 13 години“.
Рейтинги, използвани от 1984 до 1990 г., са както следва:
- Рейтинг G: обща аудитория – всички възрасти са допустими.
- Рейтинг PG: препоръчва се родителско ръководство – част от съдържанието може да не е подходящо за деца.
- Рейтинг PG-13: силно препоръчително за родителите: част от съдържанието може да не е подходящо за деца под 13 години.
- Рейтинг R: не е позволено – под 17 години се изисква придружител или възрастен настойник.
- Рейтинг X: под 17 години не се допуска.

През 1989 г. законът на щатd Тенеси определя минималната възраст за гледане на филм с рейтинг R в кината без придружител на 18 вместо на 17, а разрешаването на непълнолетни да гледат филми с рейтинг X се счита за престъпление. Законът остава в сила до 2013 г., когато е установено, че нарушава Първа поправка към Конституцията на САЩ.
В първите години на рейтинговата система филмите с рейтинг X, като „Среднощен каубой“ и „Портокал с часовников механизъм“ се смятат за неподходящи за деца, но не и за порнографски и предназначени за широката публика. Въпреки това порнографските филми често сами си постявят рейтинг „X“ без никакво участие на MPAA и „X“ скоро става синоним на порнография в американската и световна култура. През септември 1990 г. MPAA въвежда рейтинг NC-17 („Деца под 17 години не се допускат“). Въпреки че филмите NC-17 имат повече възможности за масово разпространение от филмите с рейтинг X, много кина отказват да ги показват, повечето развлекателни медии не приемат техните реклами и много големи видеомагазини отказват да ги продават.
Използваните рейтинги от 1990 до 1996 г. са както следва:
- Рейтинг G: обща аудитория – всички възрасти са допустими.
- Рейтинг PG: препоръчва се родителско ръководство – част от съдържанието може да не е подходящо за деца.
- Рейтинг PG-13: силно препоръчително за родителите: част от съдържанието може да не е подходящо за деца под 13 години.
- Рейтинг R: не е позволено – под 17 години се изисква придружител или възрастен настойник.
- Рейтинг NC-17: не се допускат деца под 17 години.

През 1996 г. минималната възраст за филми с рейтинг NC-17 е повишена на 18, преформулирайки я на „Никой на възраст до 17 години“; като така е дефинирана актуалната рейтингова система. От септември 1990 г. MPAA включва кратки обяснения защо всеки филм получава оценка „R“, което позволява на родителите да знаят какъв тип съдържание съдържа филмът. Например надписите за някои филми могат да посочват „Тежко насилие, груб език, силно сексуално съдържание и материал за наркотици“. До 2000 г. MPAA също започва да прилага обяснения за рейтинг за филми с рейтинг PG, PG-13 и NC-17.

## Определяне на рейтинг на филм
За определяне на рейтинга за всеки конкретен филм се създава специална комисия, която го преглежда. След гледане и обсъждане се провежда гласуване, по време на което се присъжда бъдещата оценка на филма. Продуцентът и/или режисьорът на филма, в случай на несъгласие с решението на комисията, може да подаде жалба. В този случай се създава повторна комисия, състояща се от 14 до 18 души. Комисията преразглежда филма, обсъжда разногласията на създателите, представени в жалбата. Идентифицират се сцените, които оказват решаващо влияние върху рейтинга на филма, и заедно с официалното решение на комисията се изпращат обратно на създателите на филма. Освен това създателите на филма вземат свое собствено решение – да премахнат тези сцени, да заснемат отново (премонтират) или да се съгласят с решението на комисията.

## Компоненти на рейтинга

### Насилие
Изображенията с насилие са разрешени за всички оценки, но трябва да бъдат модерирани за по-ниски оценки. Насилието трябва да бъде сведено до минимум във филмите с рейтинг G и не трябва да е интензивно във филмите с рейтинг PG. Изображенията на интензивно насилие са разрешени с рейтинг PG-13, но насилието, което е едновременно реалистично, екстремно или постоянно, обикновено изисква най-малко рейтинг R.

### Лексика
Във филми с рейтинг G са позволени определени изрази и думи, които надхвърлят учтивия разговор, но не трябва да има нецензурни думи. Нецензурни думи може да присъстват във филмите с рейтинг PG и използването на една от по-грубите „секс думи“ като ругатня първоначално ще бъде оценено най-малко PG-13. Филмите, които съдържат сексуално изричен език, обикновено се оценяват R. Понякога се твърди, че филмите PG-13 могат да използват само веднъж псувнята „fuck“, за да избегнат рейтинг R. Някои филмови продуценти изрязват псувни от филмите си, за да получат оценка PG-13 за пускане и продажба на електронен носител за домашно гледане или за показване чрез различни интернет услуги.

### Пушенето на тютюн и употребата на наркотици
Съдържанието относно употребата на наркотици е ограничено до PG-13 и по-високи. Пример за филм с рейтинг PG, на който е дадена оценка PG-13 за препратки към наркотици, е „Ездач на китове“. Филмът съдържа само леки ругатни, но получава оценка PG-13 поради сцена, в която за кратко се виждат принадлежности за приемане на наркотици. През май 2007 г. MPAA обявява, че изображенията на пушене на цигари ще бъдат вземани предвид във филмовите рейтинги.

### Голота
Голотата е ограничена до PG рейтинги и по-високи, а всичко повече от кратка голота изисква рейтинг най-малко PG-13. Сексуалната голота обикновено изисква оценка R. От 2006 г. MPAA определя филмите като съдържащи голота. През 2010 г. MPAA определя три филма специално като „мъжка голота“. Това е причинено от оплаквания на родители за скандалния филм „Бруно“. През 2018 г. MPAA изяснява позицията си относно пола на голотата: „Ние обикновено не дефинираме голотата като мъжка или женска, обикновено се позоваваме на частична или пълна голота“.

### Секс
MPAA няма никакви изрични критерии за дефиниране на сексуални сцени, освен изключването на всякакви сексуални сцени от филми с рейтинг G.

## Проблеми, свързани с рейтинговата система

### Филмът „Заклинателят“
През 1973 г. излиза филмът „Заклинателят“ на режисьора Уилям Фридкин, който получава оценка R, благодарение на което филмът е гледан от хиляди непълнолетни тийнейджъри. Това предизвика голямо възмущение от много родители, които смятат, че рейтинговият съвет действа в интерес на продуцентите на филма, а не в интерес на публиката. Например сцена във филма, в която 12-годишно момиче мастурбира с разпятие, докато кърви, е оценена като приемлива за гледане от тийнейджъри под 17 години. Разбира се, в някои случаи властите реагират на възмущението на хората. Във Вашингтон, столицата на Съединените Щати, местната община издава наредба, забраняваща гледането на филма от непълнолетни, като заплашва собствениците на кина с арест. Но като цяло общественият натиск не повлиява на ситуацията и този наистина страшен филм остава с „щадящ“ рейтинг R. Някои филмови критици ясно намекват, че MPAA се е поддала на натиска от филмовата компания Warner Brothers, която е похарчила 10 милиона долара, повече от два пъти първоначалния бюджет за направата на филма. Реално, ако филмът получи оценка X, това сериозно ще ограничи търговските му перспективи, като намали аудиторията.

### Рейтинг NC-17
Рейтингът NC-17 се нарича шеговито „целувката на смъртта“. В крайна сметка всеки филм, който го получава, е изключително ограничен по отношение на перспективите за продажба, прожекция в кината и продажба в големите видеомагазини. Например, през 1995 г. United Artists пускат високобюджетния „Танцьорки“, който се превръща в най-широко излъчвания филм с рейтинг NC-17, с 1388 кина, показвани едновременно. Но дори тази популярност не спасява филма от финансов провал, тъй като рейтингът NC-17 сериозно намалява броя на потенциалните зрители. „Танцьорки“ събира едва 45% от парите, похарчени за филма. През 2000 г., „Гилдията на режисьорите на Америка“ нарича рейтинга NC-17 „ужасен провал“, защото създатели на филми се налага да прередактират филми, за да получат рейтинг R вместо рейтинг NC-17.

### Издаване на „R Cards“
Започвайки през 2004 г., киноверигата „AMC Entertainment Holdings“ въвежда така наречените „R Cards“, които родителите могат да получат за своите деца под 17 години, за да гледат филми с рейтинг R, без придружител от възрастен. Президентът на MPAA Джак Валенти разкритикува тази иновация: „Мисля, че тя изкривява и побеждава целта на доброволната система за рейтинг на филми. Не всички филми с рейтинг R са еднакви.“